# Тип 99 (пушка)
Тип 99 сики 1 го (Тип 99-1) — японская авиационная автоматическая пушка времён Второй мировой войны. Лицензионная копия швейцарской Эрликон FF. Производилась серийно, наряду со своим более мощным вариантом Тип 99 сики 2 го (Тип 99-2), копией Эрликон FFL с 1939 года до самого конца войны в 1945 году. Использовалась на многих самолётах морской авиации Японии.

## История
В 1935 году японский Императорский флот проводил изыскания прототипа 20-мм автоматической пушки для новых моделей истребителей. Из имевшихся на тот момент конструкция, по совокупности ТТХ привлекали внимание пушки компании Oerlikon: FF, FFL и FFS. У этих конструктивно сходных образцов оружия, в механике которых использовалась отдача затвора и опережающее воспламенение капсюля (по типу пушки Беккера), использовались, однако, несколько различные патроны, 20×72RB, 20×101RB, и 20×110RB, соответственно.
После серии испытаний, в июне 1936 года было подписано лицензионное соглашение, а в 1937 году пушки были приняты на вооружение. Для их производства была создана фирма Dai Nihon Heiki KK. В 1939 году она начала выпуск японской версии пушки FF (первоначально именовавшейся «Тип Э», а с конца 1939 года — Тип 99-1. Пушка FFL получила название Тип 99-2. Модификация FFS также испытывалась, но серийно не производилась. Позже пулемёт выпускали военно-морские арсеналы в Тоёкаве и Тагадзё.
Наименование «Тип 99» было присвоено в соответствии с годом начала выпуска (1939-й, или 2599-й по японскому календарю. Официальными названиями были Пулемёт Тип 99 1 модель 1 и Пулемёт Тип 99 1 модель 2, поскольку в Императорском флоте оружие калибром 20 миллиметров считалось пулемётами. В Императорской же Армии подобные образцы оружия не применялись, поскольку там была собственная номенклатура боеприпасов, в которую 20×72/101 не входили.
Конструкции пушек Тип 99-1 и Тип 99-2 развивались параллельно и, в связи с их схожестью, некоторые модификации вносились в них одновременно.
Из-за различия в применяемых боеприпасах, у пушки Тип 99-2, использовавшей несколько больший патрон, была большая начальная скорость пули, но меньшая скорострельность, сама пушка была значительно тяжелее (34 кг против 23 у 99-1). В первые годы войны на флоте предпочитали первый тип, но в дальнейшем, в связи с увеличивающейся прочностью американских самолётов, постепенно переходили на второй.

## Оценка конструкции
Недостатком обоих моделей пушки Тип 99 были низкие сравнительно с другими 20-мм пушками скорострельность и начальная скорость пули; с другой стороны, её относительно небольшой вес ненамного ухудшал ЛТХ японских истребителей. В любом случае, учитывая близкие связи между руководством флота и компанией Dai Nihon Heiki KK, речь о какой-либо серьёзной конкуренции не шла.

## Модификации
- Тип 99-1 модель 1. Барабан 60 снарядов, 520 выстр./мин;
- Тип 99-1 модель 2. (Oerlikon FFL)
- Тип 99-1 модель 3. Барабан 100 снарядов, 520 выстр./мин;
- Тип 99-1 модель 4. Лента 125—250 снарядов, 550 выстр./мин;
- Тип 99-2 модель 3. Барабан 100 снарядов, 480 выстр./мин;
- Тип 99-2 модель 4. Лента 125—250 снарядов, 500 выстр./мин;
- Тип 99-2 модель 4 KAI. Лента 125—250 снарядов, 620 выстр./мин;
- Тип 99-2 модель 5. Лента 125—250 снарядов, 720 выстр./мин;

## Использование

### Тип 99-1
- Kawanishi H6K
- Kawanishi H8K
- Kawanishi N1K
- Mitsubishi A6M
- Mitsubishi G3M
- Mitsubishi G4M
- Mitsubishi G6M
- Mitsubishi J2M
- Nakajima J1N

### Тип 99-2
- Aichi B7A
- Aichi E16A
- Kawanishi N1K-J
- Mitsubishi A6M
- Mitsubishi G4M
- Mitsubishi J2M
- Nakajima J1N
- Kyushu Q1W